# Chiesa di Sant'Eufemiano (Lysi)
La chiesa di Sant'Eufemiano (in greco Άγιος Ευφημιανός?; in turco Agios Efimianos Kilisesi) è una piccola chiesa medievale sconsacrata situata a circa 2 km a sud-ovest del villaggio di Lysi, il quale si trova de iure nel distretto di Famagosta di Cipro e de facto nel distretto di Gazimağusa di Cipro del Nord. Si tratta di un edificio in pietra molto piccolo, a cupola singola, il cui interno è decorato da affreschi risalenti al XIII e XIV secolo.

## Dedica
L'iscrizione sul fondo dell'arco indica che il tempio fu dedicato da Lavrentios, monaco e abate del monastero di Aghios Andronikos, ad "Aghios Themonianos", un santo locale. L'iscrizione recita (in greco):
("TEMPIO PIO DEL SANTO PADRE THEMONIANO CON IL CONTRIBUTO E IL DESIDERIO DI LAURENZIO, MONACO E RETTORE DEL VENERABILE MONASTERO DEL NOSTRO SANTO PADRE ANDRONICO".)
Il nome di Aghios Themonianos menzionato nell'iscrizione è quasi certamente una corruzione del nome di Sant'Eufemiano, un santo locale del XII secolo che condusse una vita ascetica in una grotta vicino al villaggio di Lefkoniko, nella pianura della Messaria, e fu uno dei "trecento" rifugiati Palestinesi che fuggirono a Cipro durante le persecuzioni arabe contro i cristiani. Altre varianti del nome includono Phenianos (Φηνιανός), Thymianos (Θυμιανός) o Thomianos (Θωμιανός). La chiesa stessa era colloquialmente conosciuta dagli abitanti del villaggio come Aghios Fenianos (Άις Φηνιανός).

## Descrizione

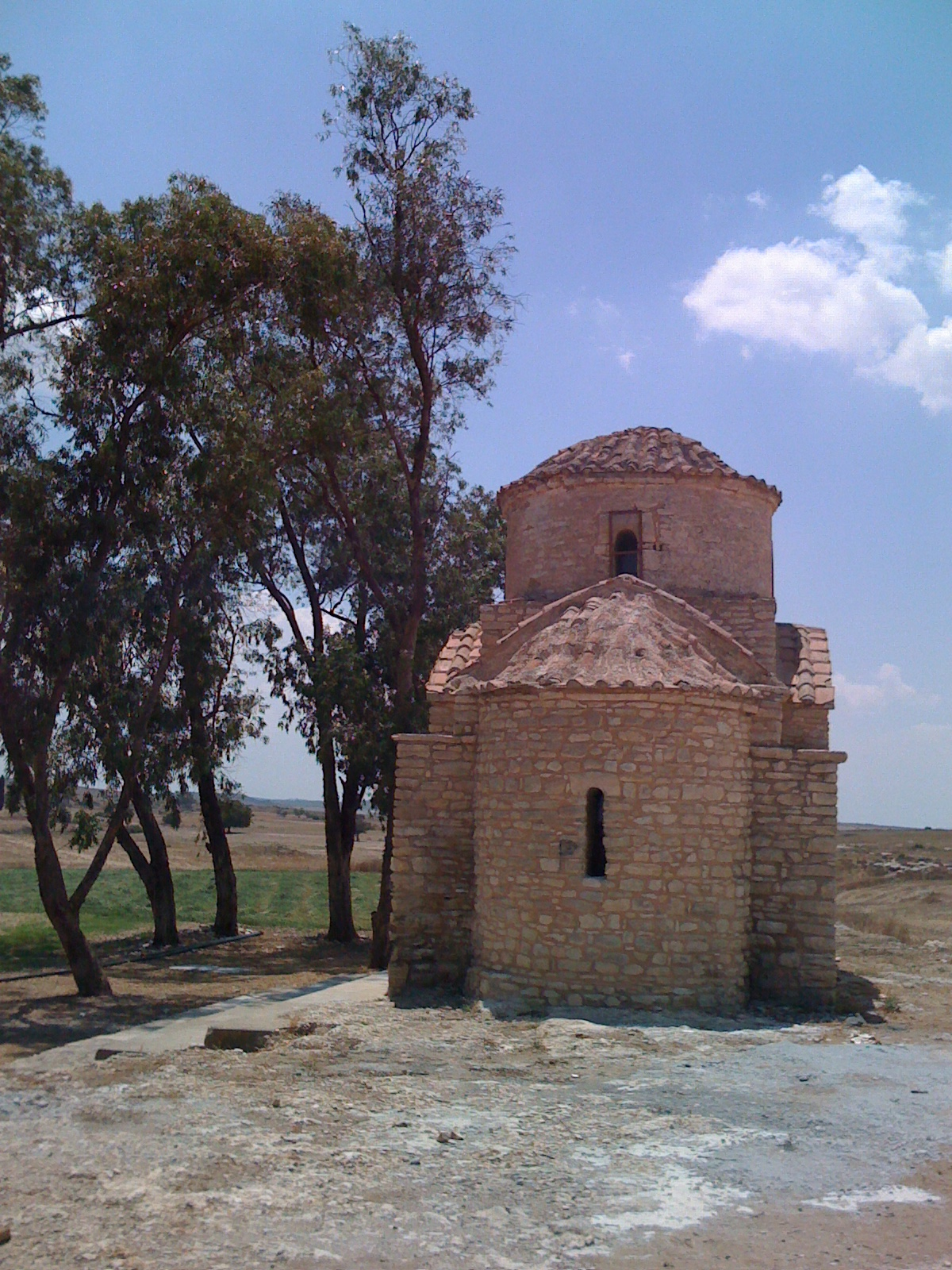
Vista di lato della chiesa

Tecnicamente, la chiesa di Sant'Eufemiano è una cappella, a causa delle sue dimensioni ridotte e del fatto che non era la chiesa principale di Lysi, non vi era stato assegnato un sacerdote e le funzioni si tenevano solo in occasioni speciali. Prima dell'invasione turca di Cipro nel 1974, migliaia di persone visitavano la chiesa in occasione della festa del Santo, il 14 novembre.

### Gli affreschi bizantini
La cupola della chiesa è decorata da un affresco che raffigura Cristo Pantocratore, cioè "onnipotente". Intorno alla figura del Cristo c'è una doppia fila di angeli che si muovono verso l'Hetoimasia (il "trono vuoto") preparato da Dio Padre per la seconda venuta di Cristo. Il trono è sorvegliato dagli arcangeli Michele e Gabriele e da due serafini. La Vergine Maria guida una fila di angeli verso il trono, mentre Giovanni Battista guida l'altra. Nell'abside, la Vergine è raffigurata affiancata dai due arcangeli. Ella porta sul petto un medaglione raffigurante il Cristo bambino, che simboleggia l'Incarnazione di Cristo. Gli affreschi all'interno della chiesa si erano mantenuti in buone condizioni e nel 1972 il Dipartimento delle Antichità di Cipro aveva intrapreso il loro restauro.

#### Furto, recupero e restituzione

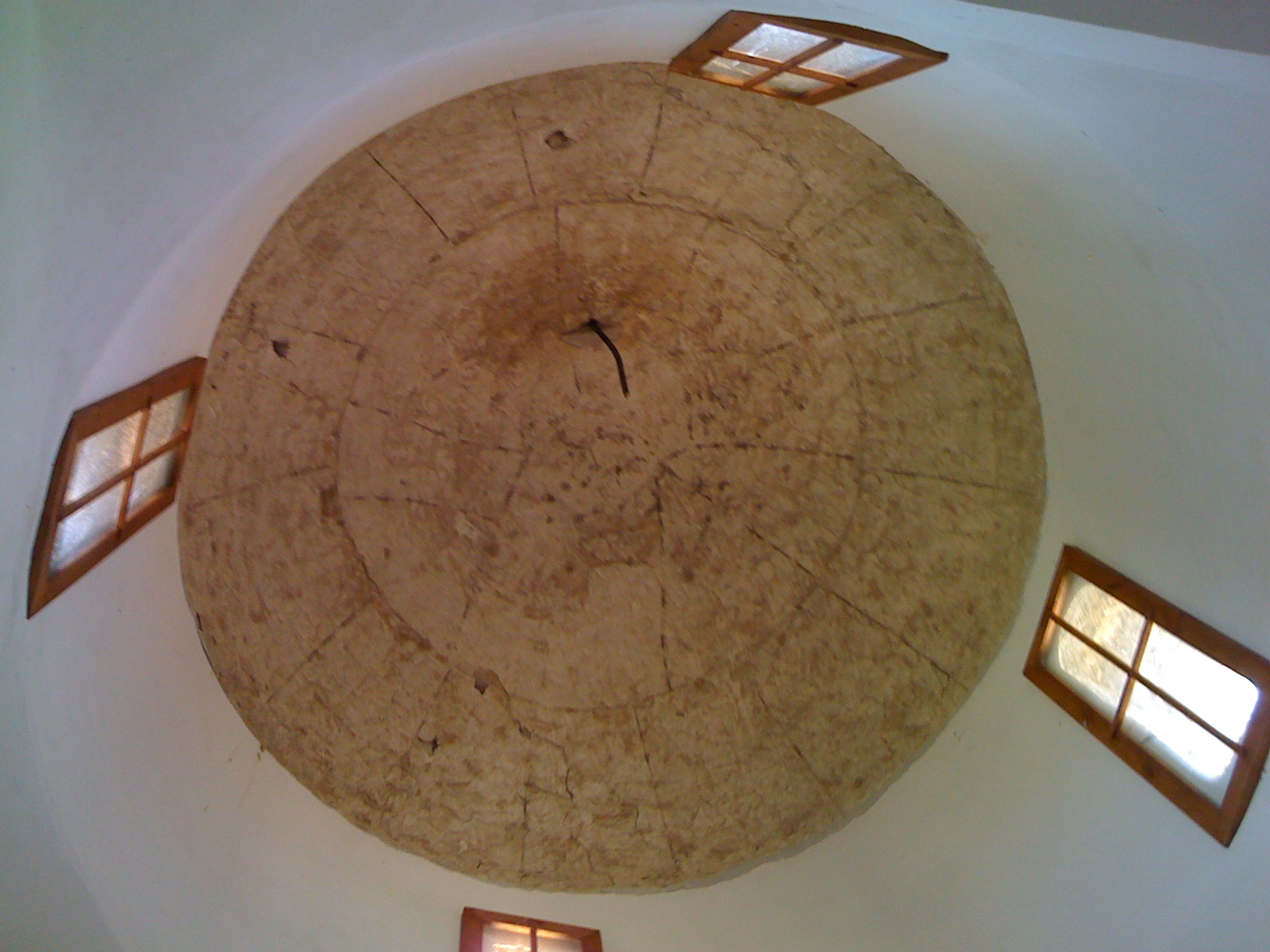
La cupola della chiesa nello stato attuale con gli affreschi rimossi (giugno 2010)

In seguito all'invasione turca del 1974 gli affreschi furono rimossi a un certo punto tra il 1974 e la primavera del 1983. L'affresco della cupola con Cristo Pantocratore e quello dell'abside raffigurante la Vergine Maria furono tagliati in 38 pezzi e spediti in Germania da Aydın Dikmen, mercante d'arte turco e noto contrabbandiere, che sosteneva che provenissero da una chiesa abbandonata nel sud della Turchia e si preparava a venderli sul mercato dell'arte europeo. Il Dipartimento delle Antichità di Cipro fu in grado di dimostrare che le pitture murali erano state rimosse fraudolentemente dalla chiesa di Sant'Eufemio e, dopo lunghe trattative, fu deciso che esse appartenevano alla Chiesa ortodossa di Cipro. I 38 frammenti di affresco furono quindi acquistati dalla Fondazione Menil di Houston per conto della Chiesa greco-ortodossa di Cipro, legittima proprietaria degli affreschi. La Fondazione Menil ha poi finanziato un accurato restauro dei dipinti. Un accordo del febbraio 1992, firmato dalla Chiesa di Cipro e dalla Fondazione Menil, specifica che quest'ultima si sarebbe presa cura degli affreschi e avrebbe sostenuto i costi di conservazione in cambio del diritto di mostrare gli affreschi per un periodo di vent'anni, periodo che si è concluso nel febbraio 2012.
Nel 1997 la Fondazione ha inaugurato la Cappella degli affreschi bizantini, una sede consacrata appositamente costruita per gli affreschi e progettata dall'architetto François de Menil. La Cappella funge anche da spazio espositivo per gli affreschi, che secondo la Fondazione sono gli unici affreschi bizantini intatti di queste dimensioni e di questa importanza in tutto l'emisfero occidentale.
Il 23 settembre 2011 la Chiesa di Cipro e la Fondazione Menil hanno annunciato  di aver raggiunto un accordo per il rimpatrio degli affreschi a Cipro alla scadenza del contratto di prestito nel febbraio 2012.